# Casa William L. Gregg
Casa William L. Gregg es una casa histórica de arquitectura victoriana ubicada en Westmont, condado de DuPage, Estados Unidos.

## Historia
Tras la finalización del Chicago, Burlington and Quincy Railroad en 1864, partes del terreno que se convertiría en Westmont se vendieron a Phipps Industrial Land Trust. Tras el Gran Incendio de Chicago a finales de 1871, este terreno se vendió nuevamente a varios fabricantes de ladrillos para acelerar el nuevo crecimiento de la ciudad.
William L. Gregg era dueño del punto de tierra más alto cerca del ferrocarril, lo que permitía una fácil exportación de ladrillos mediante locomotoras de vapor. Gregg construyó una casa en la cima de la colina para exhibir el producto de Excelsior Brick Company. Después de que la población de Chicago se reestabilizó a principios del siglo XX, la demanda de ladrillos se redujo y la casa se alquiló y fue utilizada para una variedad de funciones. Se consideró la demolición de la casa en ruinas en la década de 1970, pero un grupo histórico la restauró. En la casa funciona el museo de la Sociedad Histórica de Westmont.
Se ubica en los terrenos de Lou Cimera Field, en el Veterans Memorial Park y está abierto al público dos veces por semana. Fue incluida en el Registro Nacional de Lugares Históricos en 1980.